# آلبرت پاریس گوترسلو
آلبرت پاریس گوترسلو (انگلیسی: Albert Paris Gütersloh؛ متولد شده با نام آلبرت کنراد کیه ترایبر انگلیسی: Albert Conrad Kiehtreiber ۵ فوریهٔ ۱۸۸۷ – ۱۶ مهٔ ۱۹۷۳) نقاش، و نویسنده اهل اتریش بود.
گوترسلو قبل از اینکه در سال ۱۹۲۱ روی نقاشی تمرکز کند به عنوان بازیگر، کارگردان و طراح صحنه کار می‌کرد.
او به عنوان معلم آریک برائور، ارنست فوکس، روث راجرز-آلتمان، ولفگانگ هاتر، فریتز یانشکا و آنتون لهمدن یکی از بزرگ‌ترین تأثیرگذاران بر مکتب واقع‌گرایی خیالی وین در نظر گرفته می‌شود.